# ك. ميخائيل هايز
ك. ميخائيل هايز (بالإنجليزية: K. Michael Hays) هو مهندس معماري أمريكي، ولد في 18 أكتوبر 1952.

## وصلات خارجية
- الموقع الرسمي